# 豆捻
豆捻（まめねじ）は、和菓子のひとつである。有平糖に似る。
黄双目糖でも、赤砂糖でも、黒砂糖でも400gに水飴120g、水0.12lほどを鍋に入れ、煮沸し、その煮蜜を箸につけ水に浸すとたちまちバリバリっと固まるくらいになったら火から下ろし、ごま油をひいた鍋にあけ、その鍋は水に浮かべ、いり大豆0.2lほどを加え、ひっくりえかえしながらあら熱を取り、指にくっつかないくらいになったらごま油を引いた板に移して、麺棒を使って厚さ1cmの角形にして、さらに長さ9cmほど、幅3cmほどに切り、両端を指でつまんでねじ曲げる。